# Colonia Aurelia Apulensis
La Apulum (azi Alba Iulia), romanii au construit aici cel mai mare castru roman din Dacia, pe circa 27-30 ha, cu ziduri de piatră. În timpul împăratului Marcus Aurelius a fost ridicată la rangul de municipiu (Municipium Aurelium Apulense). În anul 168 d.Hr a devenit reședința guvernului general al celor 3 Dacii, eclipsând definitiv vechea metropolă Ulpia Traiana Sarmizegetusa. În 180-193 a devenit colonie (Colonia Aurelia Apulensis). A fost totodată un puternic focar de romanizare a Transilvaniei de sud-vest și a continuat să existe și după retragerea aureliană, până la edificarea Bălgradului, Alba Iulia de astăzi. Apulum a fost un important centru economic, administrativ, politic și militar al Daciei romane și reședință a guvernatorului Daciei Superior și apoi al Daciei Apulensis, care cuprindea toată partea sudică a Transilvaniei.